# Cedusa reota
Cedusa reota är en insektsart som beskrevs av Kramer 1986. Cedusa reota ingår i släktet Cedusa och familjen Derbidae. Inga underarter finns listade i Catalogue of Life.